# Peaches (cantante)
Merrill Beth Nisker (Toronto, Canadá, 11 de noviembre de 1966), más conocida como Peaches, es una cantante y compositora canadiense de electroclash. Sus canciones son conocidas por sus letras explícitos y por su connotación sexual.
Sus canciones se han incluído en películas como Mean Girls, Waiting...,  Jackass Number Two, My Little Eye, y Lost in Translation, además de varios programas de televisión, como The L Word, Ugly Betty, South Park, y Dirt. Peaches colaboró con Pink en el álbum Try This con la canción "Oh My God," con Chicks on Speed en su álbum 99 Cents con la canción "We Don't Play Guitars," y con Christina Aguilera en "My Girls" del disco Bionic.

## Biografía
Nisker fue maestra de música y drama en una escuela primaria. Toca los instrumentos musicales para sus canciones, programa sus propios beats y graba y produce sus álbumes.
Sacó su primer álbum, Fancypants Hoodlum, bajo el nombre de Merrill Nisker en 1995 y desarrolló su estilo y personalidad. Durante este tiempo, en Toronto, fue compañera de piso de la cantante Feist. Dos años después, bajo el nombre de Peaches, lanzó el álbum Teaches of Peaches.
En el verano del 2006, Peaches y la banda Herms abrieron para Nine Inch Nails y Bauhaus en la segunda mitad de su tour Wtih Teeth por Estados Unidos.
Su cuarto álbum I Feel Cream fue sacado a la venta el 4 de mayo de 2009 en Europa y el 5 de mayo en Norteamérica. El primer sencillo de este proyecto fue un "doble lado A" de "Talk to Me" y "More".
Peaches se ha hecho notar por sus vestuarios en el escenario y su exuberante estilo. Ella y los integrantes de su banda, Sweet Machine, utilizan vestuarios de distintos diseñadores, y colaboran frecuentemente con el estilista y diseñador Vaughan Alexander, con el estilista Charlie Le Mindu y con John Renaud.

## Estilo y temas recurrentes
La identidad sexual es uno de los temas frecuentes en las letras de Peaches, quien juega con las nociones tradicionales de las representaciones de los roles de género. En sus letras y sus shows en vivo se borra la distinción entre hombre y mujer; por ejemplo, aparece en la portada de su álbum Fatherfucker con barba. Cuando se le preguntó si había escogido ese título para escandalizar, ella respondió:
« Why do we call our mothers motherfuckers? Why do we stub our toe and say, "Aww motherfucker!"? What is a motherfucker? ... We use it in our everyday language, and it's such an insanely intense word. I'm not one to shy away from these obscene terms that we actually have in our mainstream. Motherfucker is a very mainstream word. But if we're going to use motherfucker, why don't we use fatherfucker? I'm just trying to be even. »
"¿Por qué le llamamos a nuestras madres "motherfuckers" ["chingadas"]? ¿Por qué, cuando nos golpeamos el dedo meñique, decimos "chingado"? ¿Qué es una "chingada"?... Lo usamos en nuestro lenguaje cotidiano, y es una palabra muy intensa. No me retraigo de estos términos obscenos que usamos en lo cotidiano. La chingada es una palabra muy cotidiana. Pero si vamos a usar "chingada", ¿por qué no usamos "fatherfucker" [papá chingado]? Solo estoy tratando de ser justa." 
Peaches debate las acusaciones sobre peaches la "envidia del pene", prefiriendo el término de "envidia hermafrodita", ya que "hay muchísimo de masculino y femenino dentro de todos nosotros" [cita requerida]

## Discografía

### Álbumes
| Año  | Título                 | Notas                         |
| ---- | ---------------------- | ----------------------------- |
| 2015 | Rub                    |                               |
| 2009 | I Feel Cream           |                               |
| 2006 | Impeach My Bush        |                               |
| 2003 | Fatherfucker           |                               |
| 2000 | The Teaches of Peaches |                               |
| 1995 | Fancypants Hoodlum     | Bajo el nombre Merrill Nisker |

### Sencillos/EP
| Año  | Título                | Notas        |
| ---- | --------------------- | ------------ |
| 2009 | "I Feel Cream"        |              |
|      | "Lose You"            |              |
|      | "Talk to me" / "More" |              |
| 2007 | "Wild Thing (remix)"  |              |
| 2006 | "Boys Wanna Be Her"   |              |
|      | "Downtown"            |              |
|      | "Shake Yer Dix"       |              |
| 2004 | "Kick it"             | con Iggy Pop |
| 2003 | "Operate"             |              |
|      | "Rockshow"            | con Iggy Pop |
| 2002 | "Set it off"          |              |
| 2000 | "Lovertits"           |              |

### Remixes
- Luis Jacob ("Without Persons-The Pathfinder")
- Daft Punk ("Technologic")
- Le Tigre ("TKO")
- Basement Jaxx ("Get Me Off")
- The Bird and the Bee ("Fucking Boyfriend")
- The B-52's ("Funplex")
- Tone Loc ("Wild Thing")
- Queens of the Stone Age ("Broken Box")
- Yeah Yeah Yeahs ("Cheated Hearts")
- Bonde Do Role ("Marina Gasolina")
- Gibby Haynes ("Red Neck Sex")
- Yōko Ono ("Kiss Kiss Kiss")
- Pink Grease ("Peaches")
- Ladyhawke ("Paris Is Burning")

### Colaboraciones
En 2005, junto a otros 27 artistas, contribuyó en la canción benéfica "Do They Know It's Hallowe'en?" en 2005 para recaudar fondos para UNICEF. Ha participado en álbumes con Pink, Christina Aguilera, Iggy Pop, Garbage, R.E.M., Emigrate, entre otros.

## DocumentalTeaches of Peaches
En 2024, se estrenó el documental Teaches of Peaches, dirigido por Philipp Fussenegger y Judy Landkammer y rodado durante la gira "The Teaches of Peaches Anniversary Tour" en 2022. La película mezcla material de archivo exclusivo con grabaciones dentro de la gira. El documental estuvo presente en los festivales Berlinale, donde ganó el Premio Teddy a Mejor Documental, German Film Fest Madrid, MICGénero 2024, Festival de Cine de Cracovia, Hot Docs, Sheffield DocFest y el Festival Internacional de Documentales de Salónica.